# UTYニュースの星
『UTYニュースの星』（ユーティーワイ ニュースのほし）は、テレビ山梨 (UTY) で2003年9月29日から2020年3月27日まで毎週月曜日 - 金曜日に放送されていたローカルニュース番組である。2006年5月15日よりハイビジョン制作。

## 概要
山梨県の1日の様々な出来事を記者リポートや特集を中心に伝えている。長寿ローカルニュース番組だった『UTYニュースワイド』をリニューアルし2003年9月29日開始。キャスター陣も一新し、番組開始時は平日の気象情報に元・UTYアナウンサーで気象予報士の望月圭子を、フィールドキャスターとしてUTYニュースワイドのキャスターだった小林直紀記者を起用していた。当初は、記者リポート（特集の取材・編集・ナレーションを記者が行う）に力を入れていたが、番組末期には記者リポートは少なく、特集のナレーションもアナウンサーが行っており、記者が前面に出ることはなくなっていた。これはナレーションをアナウンサーに任せることで、各記者のナレーションのばらつきを無くすためであった。記者は特集の記者解説でキャスターと共に登場している。これは、山梨放送（YBS）の『YBSワイドニュース』も同じ演出である。
2005年3月25日まで番組開始時刻は18時20分だったが、同年3月28日より『JNNイブニング・ニュース』開始に伴い18時17分になる。
2008年4月30日まで番組開始前にステーションブレイクを挟み、番組開始時刻は18時17分だったが、同年5月1日より18時16分になる。
2008年3月29日まで土曜日にも放送していたが、『報道特集NEXT（現・報道特集）』の開始に伴い終了。その日のニュースのほか、1週間のニュースを振り返る「見て、視て、聞いて1週間」というコーナーがあった。番組終了時のキャスターは、望月智と黒塚まや。現在土曜日には『UTYニュース』を放送している。
2009年3月30日より『総力報道!THE NEWS』が、月-金曜の17時50分から19時50分にかけての放送となり、ローカル枠は18時5分 - 18時45分に設けられこの番組はその枠内での放送となる。
2009年9月28日より、JNN系（TBS系列）の夕方帯の再改編が行われたため、当番組は18時ちょうど - 18時40分と5分繰り上がった。UTYでは『イブニングワイド』は第1部（17時台）、全国ニュース枠共に放送されず、夕方の全国ニュースは18時40分からの『総力報道!THE NEWS』のみとなる。
2010年3月29日より『Nスタ』開始に伴い、全局ネット枠（17時45分から18時15分）が設けられるため、同番組は18時15分から18時56分まで（同年10月4日より18時55分まで）となる。その後19時まではミニ番組枠となった。
2016年1月4日より『ウッティタウン6丁目』と同一のスタジオで放送されるようになり、テーマ音楽も変更された。旧スタジオは『UTYニュース』で引き続き利用されるが、番組編成により旧スタジオから『ニュースの星』の放送が行われる事があった。
2020年3月30日より平日16:45-18:55に『ウッティタウン6丁目』と統合した大型情報番組『スゴろく』としてリニューアルされるのに伴い、当番組は3月27日の放送で16年半の歴史に幕を降ろした。
なお、テロップフォーマットについては同番組も含め、テレビ山梨ではJNN統一フォーマットを無視する格好で独自フォーマットを貫いている。ただし、ネットワークニュースへ出中する場合に限っては、JNN統一フォーマットを使用している。

### 番組名の由来
タイトルは報道部員から募集し、上層部が決定した。番組開始時の全国ニュース番組『JNNニュースの森』を元としている。

## 番組内容
オープニングタイトル、トップニュース
以前のオープニングCGは2009年4月にリニューアルされた。その前のものは2006年7月1日から使用され、その1世代前のものをハイビジョン対応にするなど、マイナーチェンジしたものだった。ただ、テーマ音楽はいずれも同一のものを使用している。2009年秋からは予定ニュースがヘッドラインで紹介される。
県内ニュース
キャスターリポート、特集など
視聴率調査週間には、期間を通してシリーズ企画（特にグルメ企画）を放送する。
UTY WEATHER→ゆう天645（天気予報）
全国スポーツ
TBSローカル部分のスポーツコーナーのネットを2008年9月29日から2010年3月まで行っていた（対象番組は『イブニング・ファイブ』（同時ネット）→『総力報道!THE NEWS』（これ以降時差ネット）→『イブニングワイド』）。ちなみに、時差ネットのコーナー放送中も画面右上（項目テロップにかぶらない位置）に「ニュースの星」のロゴを常時表示されるため、『総力報道!THE NEWS』の時差ネットの際は2番組のロゴが画面上に表示されていた。
エンディング
2009年度には、当番組終了直後に放送されていた『総力報道!THE NEWS』19時台の告知を伝え、CMを挟み、全国ニュースへ接続。現在は、ラストのニュースを伝えた後にその日のニュースの項目を再び伝え、キャスター3人によるエンドトーク（その多くは天気の話）で終了。トップニュースが重大な場合、項目紹介だけでなく、内容も映像も流れる。

## 放送時間
- 月曜 - 金曜 18:20 - 18:55（2003年9月29日 - 2005年3月25日）
- 月曜 - 金曜 18:17 - 18:55（2005年3月28日 - 2008年4月30日）
- 月曜 - 金曜 18:16 - 18:55（2008年5月1日 - 2009年3月27日）
- 月曜 - 金曜 18:05 - 18:45（2009年3月30日 - 9月25日）
- 月曜 - 金曜 18:00 - 18:40（2009年9月28日 - 2010年3月26日）
- 月曜 - 金曜 18:15 - 18:56（2010年3月29日 - 10月1日）
- 月曜 - 金曜 18:15 - 18:55（2010年10月4日 - 2020年3月27日）
- 土曜 17:30 - 17:50（ - 2008年3月29日）

特別編成により時間が変更される場合あり。2018年8月20日 - 28日には、『アジア大会2018ジャカルタ』中継による特別編成のため、後枠のミニ番組ともども70分繰り上げ。このため、短縮版の『Nスタ・第2部』（17:50 - 18:30）を関東ローカル枠も含め臨時フルネット。

## 歴代キャスター
※キャスターは特記なき場合はUTYアナウンサー。
- 前村幸和（開始 - 2008年9月） - 過去に『UTYニュースワイド』のキャスターとして出演していた。現在は[いつ?]記者である。
- 鈴木春花（開始 - 2011年4月1日） - 10年近くUTYニュースワイドのキャスターを務めた大西かやのイメージを変えるために鈴木の起用となった。制作部の番組出演の頃から髪型をチェンジし視聴者に好印象を与え、視聴率上昇に貢献した[独自研究?]。2013年3月退社。
- 望月智（開始 - 2008年3月） - 土曜担当。記者を経て現在は[いつ?]CG担当。
- 黒塚まや（2008年4月 - 2009年3月） - 当初は土曜担当。黒塚の平日担当キャスターへの起用でこれまでのキャスター2人体制から3人体制となり、現在も[いつ?]引き継がれている。主に気象コーナー担当だった。平日担当になった直後に髪型がショートとなり、鈴木との差別化が図られた[独自研究?]。2009年3月退社。現在[いつ?]、キャスト・プラス所属。
- 小嶋優（2008年9月 - 2014年12月、2017年7月 - 2020年3月） - 後番組の『スゴろく』では引き続きニュースを担当。
- 平松千花（2011年4月4日 - 2013年3月） - 主に街ネタのレポートや気象コーナー担当だった。2013年3月退社。
- 望月圭子（開始 - 2008年3月） - 気象コーナー担当。元UTYアナウンサー。気象予報士として詳細な解説を行っていた。番組開始時には、UTY本社前から気象コーナーを伝えていたが、途中からニューススタジオとなった。現在も[いつ?]気象コーナーはニューススタジオから伝えている。現[いつ?]ボイスルーム所属。
- 小林史子（2013年4月 - 2014年9月）
- 谷友紀子（2013年10月 - 2014年12月）
- 野牛あかね（2015年1月 - 2015年12月） - 2017年3月退社。
- 小田切いくみ（2009年3月 - 2017年6月） - 降板後は『ウッティタウン6丁目』を担当。
- 石垣英輔（2016年1月 - 2017年6月） - メイン降板後もスポーツコーナーや中継リポート、キャスター代行などでたびたび出演。2019年3月退社。
- 山崎薫子（2017年7月 - 2020年3月） - 後番組の『スゴろく』ではMCを担当。
- 林英美（気象予報士、 - 2015年12月）
- 小塚恵理子（2016年1月 - 2020年3月） - 気象予報士。『ウッティタウン6丁目』と兼任。

主な代理キャスター
- 山口里奈（野牛の休暇時、2015年度。小田切の休暇時、2016年8月22日 - 23日、26日。山崎の休暇時、2017年8月。山崎の病欠時、2018年2月2日）
- 野牛あかね（小田切の休暇時、2016年8月24日 - 25日）
- 小嶋優（石垣の休暇時、2016年8月29日 - 9月2日）
- 原綾香（山崎の休暇時、2017年8月）
- 石垣英輔（野牛の休暇時、2015年度。小嶋の休暇時、2017年8月、2018年9月10日 - 14日）
- 小田切いくみ（山崎の病欠時、2018年1月31日 - 2月1日。山崎の休暇時、2018年9月3日・4日）
- 西垣友香（山崎の休暇時、2018年9月5日 - 7日、2019年度。小嶋の休暇時、2019年4月18日・19日）
- 青木美菜（小嶋・山崎の休暇時、2019年度）

## 再放送
当日放送分の再放送を翌日未明（当日深夜の時期もあり）に『ニュースの星Repeat』（ニュースのほしリピート）という番組名にてを行っていた。再放送もハイビジョン放送（ハイビジョン化された直後は全編4:3アップコンバート映像だった）。番組冒頭に「ニュースの星リピート。この番組は、夕方放送した『UTYニュースの星』の再放送です」と10秒間コメントが流れた後本編がスタートし、終了時には「この番組は、夕方放送した番組を再放送しました」とコメントが入る。事件や災害などの重大ニュースに何か進展があった際はそのニュースをトップ項目として生放送に切り替え、再放送分は2項目以降とする。また気象情報は最新のものに差し替えられる。なお、後番組の『スゴろく』では深夜の再放送は実施されず、代わりに『NEWS23』終了後に4分間の『UTYニュース』が3月30日より平日に新たに設けられる（当該番組の再放送枠の後継は、ドラマリクエスト枠〈2020年4月 - 7月第2週〉を経て、現在は月曜 - 木曜にはTBS系『テッペン!』枠を2週遅れで、金曜は『有吉ジャポンII』と『NEWSな2人』を同時ネット）。

### 放送時間
- 火 - 金曜 0:25 - 1:00（月 - 木曜深夜）（ - 2008年3月28日）
- 火 - 金曜 0:25 - 1:00（月 - 木曜深夜）、土曜 1:15 - 1:50（金曜深夜）（2008年4月1日 - 2008年9月27日）
- 火 - 金曜 0:29 - 1:00（月 - 木曜深夜）、土曜 1:15 - 1:45（金曜深夜）（2008年9月30日 - 2009年3月28日）
- 月 - 木曜 23:59 - 翌0:35、金曜 23:59 - 翌0:30（2009年3月30日 - 2010年3月26日）
- 月 - 木曜 23:50 - 翌0:30、土曜 0:15 - 0:55（金曜深夜）（2010年3月29日 - 2013年3月30日）
- 月 - 木曜 23:58 - 翌0:38、土曜 0:15 - 0:55（金曜深夜）（2013年4月1日 - 2015年12月26日）
- 月 - 木曜 23:58 - 翌0:23、土曜 0:15 - 0:40（金曜深夜）（2016年1月4日 - 2016年3月26日）
- 火 - 金曜 0:00 - 0:25（月 - 木曜深夜）、土曜 0:15 - 0:40（金曜深夜）（2016年3月29日 - 2019年6月29日）
- 火 - 金曜 0:00 - 0:25（月 - 木曜深夜）、土曜 1:55 - 2:20（金曜深夜）（2019年7月2日 - 2020年3月27日）